# George Moscone
George Richard Moscone né le 24 novembre 1929 à San Francisco et mort le 27 novembre 1978 dans la même ville, est un homme politique américain membre du Parti démocrate et maire de sa ville natale du 8 janvier 1976 à son assassinat.

## Biographie

### Carrière politique

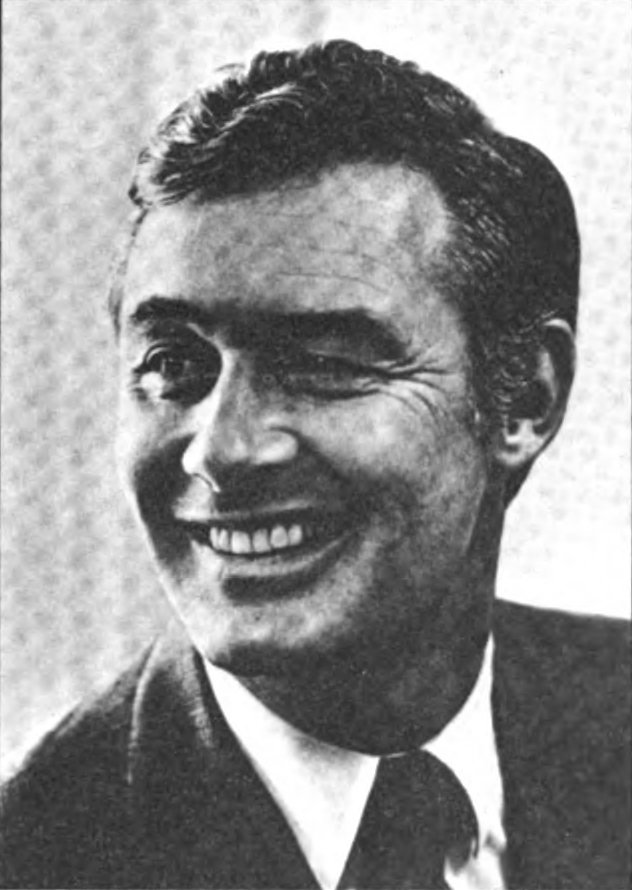
George R. Moscone, 1971.

Le frère de John Burton, Phillip, est alors membre de l'Assemblée de l'État lorsqu'il recrute George Moscone en 1960 pour se présenter aux élections de la chambre basse de la législature californienne. Moscone n'est pas élu, mais en 1963 il obtient un siège au conseil des superviseurs (Board of Supervisors) de San Francisco. Il s'y forge une image progressiste, prenant la défense des populations pauvres, des minorités raciales et des petits patrons. En 1966, il mène une campagne victorieuse pour un siège au Sénat de l'État de Californie. Son ascension au sein du Parti démocrate californien est renforcée par sa relation étroite avec une alliance informelle de politiciens progressistes san-franciscains menés par les frères Burton, surnommée par certains la Burton Machine. Outre les frères Burton, le groupe inclut notamment le porte-parole de l'Assemblée californienne Willie Brown. Peu de temps après son arrivée au Sénat de l'État, Moscone est élu Chef de la majorité par son parti. En 1974, il hésite à se présenter au siège de gouverneur, mais préfère soutenir le Secrétaire de l'État Jerry Brown. Moscone fut un partisan avant l'heure des droits civiques des homosexuels, et il réussit à faire voter une proposition de loi rendant caduques les lois contre la sodomie, avec l'aide de son ami et allié à l'Assemblée californienne Willie Brown. Le texte est signé par le gouverneur californien Jerry Brown et prend valeur de loi.

### Maire de San Francisco

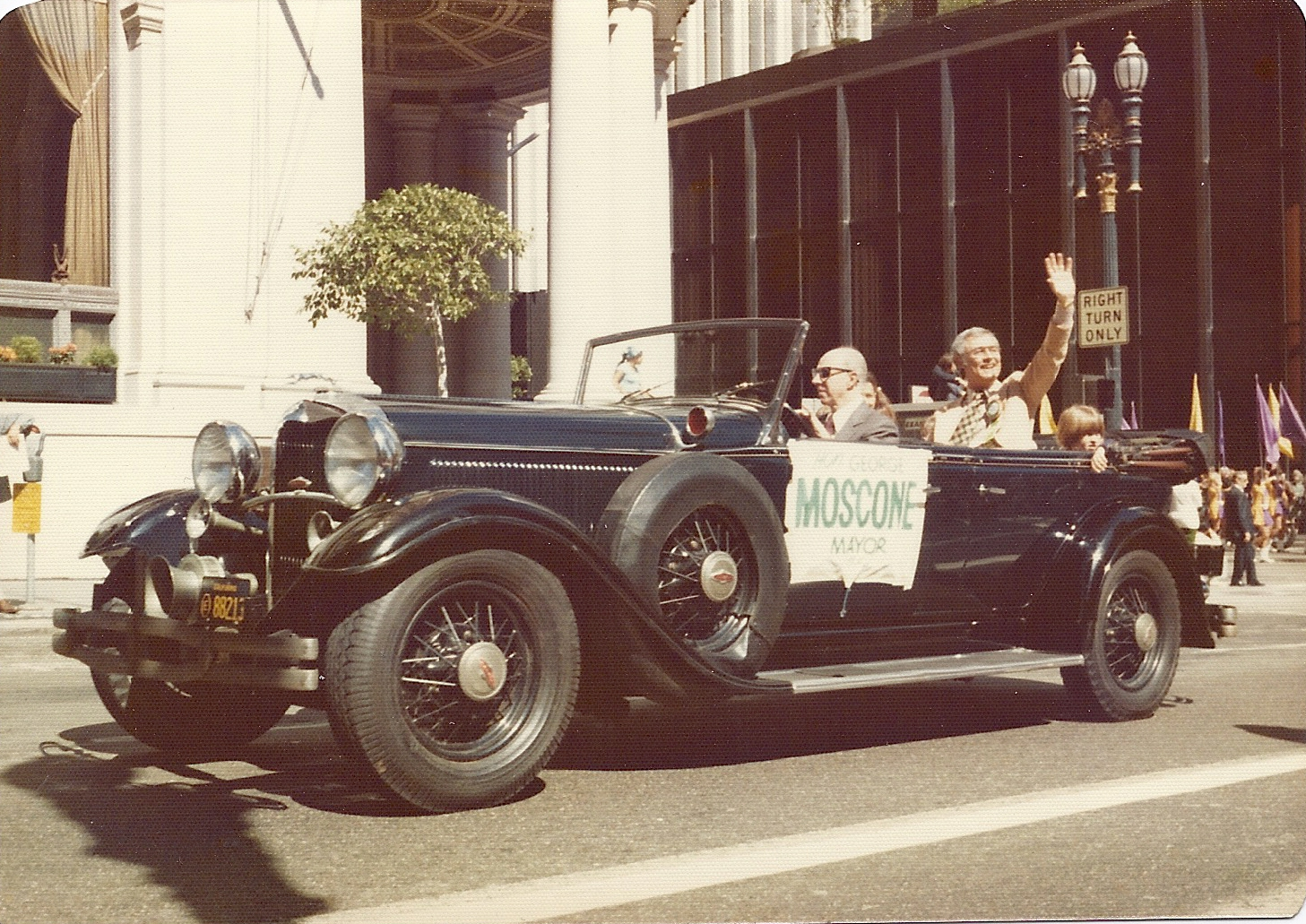
George Moscone en campagne électorale en 1975 durant la parade de Columbus Day.

Moscone décide en 1975 de se présenter au poste de maire de San Francisco. Les résultats du premier tour sont serrés : il arrive premier aux élections de novembre, suivi par le superviseur conservateur John Barbagelata et son homologue modérée Dianne Feinstein. Au second tour en décembre, Moscone remporte le siège de peu face à Barbagelata. D'autres candidats progressistes sont élus aux postes clés de la branche exécutive locale cette année-là : Joseph Freitas est élu procureur du district et Richard Hongisto est réélu à son siège de shérif.
Moscone passe sa première année en tant que maire à empêcher l'équipe de baseball professionnelle des San Francisco Giants d'émigrer vers une autre ville, et à tenter d'organiser un référendum municipal. Moscone est le premier maire à nommer un nombre important de femmes, d'homosexuels et de représentants de minorités ethniques à des comités municipaux. L'une des nominations les plus controversées est celle du révérend Jim Jones au poste du comité de logement de la ville. Un scandale éclate lorsqu'il apparaît que l'église de Jim Jones, le Temple du Peuple, est en fait une secte menée par un gourou à la santé mentale discutable.
La nomination de Charles Gain, ancien chef de la police d'Oakland, pour diriger la police de San Francisco provoque des remous parmi les policiers de la ville, notamment lorsque Gain interdit la consommation d'alcool pendant les heures de service, et lorsqu'il propose un accord à l'amiable pour mettre fin à une poursuite judiciaire intentée par des citoyens appartenant à des minorités ethniques, arguant qu'ils ont été victimes de discrimination lorsqu'ils ont postulé pour un poste auprès de la police municipale.

### Assassinat

#### Contexte
En 1977, Moscone, Freitas et Hongisto résistent sans grande difficulté à une élection pour leur recall imposée par leur adversaire John Barbagelata. Cette année est également marquée par le passage à un système d'élection par district. Parmi les nouveaux élus au conseil des superviseurs, on compte notamment Harvey Milk, le premier superviseur ouvertement gay, l'avocate et mère célibataire Carol Ruth Silver, le sino-américain Gordon Lau et le très conservateur Dan White, pompier et ancien policier. Milk, Silver et Lau, ainsi que John Molinari et Robert Gonzales forment une alliance avec le maire Moscone, tandis que Dan White, Dianne Feinstein, Quentin Kopp, Ella Hill Hutch, Lee Dolson, et Ron Pelosi forment une coalition  d'opposition informelle. Feinstein est élue présidente du conseil des superviseurs par un vote de 6 contre 5 devant Lau, soutenu par les supporters de Moscone. À l'époque, nombre d'observateurs estiment que Feinstein, ayant déjà subi deux défaites aux élections pour le poste de maire, soutiendrait la candidature de Kopp avant de se retirer de la vie politique.
Dès le début de son mandat, Dan White est forcé de quitter son poste de pompier de San Francisco pour se conformer à une règle dans la charte municipale empêchant quiconque d'avoir deux emplois municipaux. Les débats au sein du conseil sont parfois acrimonieux, et White échange souvent des mots avec Milk et Silver. Nombre des objectifs du maire pour revitaliser certains quartiers et augmenter le soutien financier pour certains programmes sont défaits en faveur des intérêts commerciaux et entrepreneuriaux soutenus par la majorité conservatrice (« conservatrice » a ici un sens tout particulier, les conservateurs san-franciscains étant traditionnellement plus modérés que nombre de leurs homologues au niveau national). La rivalité entre Harvey Milk et Dan White s'aggrave, à tel point que White sera le seul à voter contre l'arrêt historique établissant des droits pour les homosexuels, signé par le maire Moscone en 1978.
Faisant face aux difficultés entrepreneuriales de son restaurant et aux critiques concernant son rôle de superviseur, White démissionne soudainement à l'automne 1978. Immédiatement, de nombreux groupes d'intérêts économiques qui comptaient sur la présence de White à la mairie font pression sur lui pour qu'il demande le retour de sa lettre de démission, mais lorsqu'il fait sa requête, il apprend que sa démission est d'ores et déjà effective. Seul le maire a le pouvoir de rétablir White à son poste, une décision que Moscone est d'abord tenté de prendre, avant d'être convaincu par Milk, Silver et d'autres qu'il s'agit d'une mauvaise idée qui entraverait les objectifs progressistes du maire et ses alliés. Ce débat est cependant vite éclipsé le 18 novembre 1978 par l'annonce du suicide collectif de plus de 900 membres de la secte du Temple du Peuple du révérend Jim Jones, dans une commune de Jonestown, au Guyana. Il apparaît également que des membres du Temple ont assassiné Leo Ryan, un membre san-franciscain du Congrès, dépêché sur place pour enquêter sur des accusations de pratiques inhumaines au sein de la commune. Trois journalistes et un membre du Temple qui voulait quitter Jonestown ont également été tués. La plupart des victimes sont originaires de San Francisco et ses environs, plongeant la région dans un climat de deuil. Après avoir assisté aux funérailles de son ami Leo Ryan, Moscone décide de nommer Don Horanzy, un haut fonctionnaire du logement au niveau fédéral et dont les idées sont proches des siennes, afin de pourvoir le poste dont White a démissionné. White apprend la nomination par un reporter de CBS.

#### L’assassinat
Le 27 novembre 1978, alors que Moscone s'apprête à nommer un remplaçant pour le siège du 8e district, White s'habille d'un costume marron, prend son ancien revolver de service et quelques balles supplémentaires qu'il glisse dans la poche de son manteau, et demande à un ami de le conduire à l'hôtel de ville. Une fois sur place, White fait ses adieux à son conducteur, et pénètre à l'intérieur de la mairie à travers une fenêtre de sous-sol afin d'éviter le détecteur de métaux à l'entrée du bâtiment. Il monte l'escalier menant au bureau du maire, et il est autorisé à voir Moscone après une courte attente.  Une dispute éclate immédiatement entre les deux hommes au sujet de la nomination imminente.  Moscone suggère qu'ils continuent leur conversation dans une pièce privée afin que les éclats de voix ne parviennent pas à la salle d'attente. Une fois dans la pièce, White sort son revolver et tire deux balles dans la poitrine du maire. Moscone tombe prostré et l'ex-superviseur lui tire deux balles dans la tête.  White quitte le cabinet du maire en coup de vent, croisant Dianne Feinstein en chemin vers l'aile hébergeant les cabinets des superviseurs. Sur place, White trouve un prétexte pour demander une entrevue en privé avec le superviseur Harvey Milk. Une fois introduit dans une salle de réunion par Milk, il se met à crier et l'abat de deux balles dans la poitrine, une dans le dos et deux autres dans la tête.  White quitte ensuite la mairie sans être inquiété alors que les corps des victimes sont découverts.
C'est la présidente du conseil des superviseurs Dianne Feinstein qui trouve le corps sans vie de Harvey Milk, et tente en vain de le réanimer.  Elle appelle à l'aide, et le chef de la police Gain ainsi que plusieurs membres du personnel de Moscone l'informent de la mort du maire.  Quelques minutes plus tard, le chef Gain accompagne Feinstein vers la rotonde de la mairie, où elle annonce aux reporters rassemblés sur place que le maire George Moscone et le superviseur Harvey Milk ont été tués et que le suspect est l'ancien superviseur Dan White.  Ce soir-là, des milliers de San-Franciscains se rassemblèrent à la lueur de bougies pour pleurer les deux personnalités, marchant à travers le quartier du Castro dans le district de Milk pour défiler devant la mairie.
Dianne Feinstein, présidente du conseil des superviseurs en exercice, prête serment et devient le nouveau maire de la ville. Elle se révélera être l'une des personnalités politiques les plus éminentes de Californie.

## Héritage
George Moscone et Harvey Milk sont aujourd'hui commémorés comme des martyrs du mouvement des droits homosexuels.
Le Moscone Center, le plus grand centre de conférences et d'expositions de San Francisco (agrandi en 2005 par l'ouverture du bâtiment Moscone West), a été inauguré en 1981 et nommé en l'honneur de l'ancien maire.
Le Moscone Recreation Center, un jardin public autrefois appelé Funston Park, a été renommé en l'honneur de George Moscone, et est une destination favorite de nombreux San-Franciscains.